# Indian Airlines
Indian Airlines – indyjska linia lotnicza z siedzibą w Nowym Delhi. Głównymi bazami były Ćennaj, Mumbaj, Kolkata i Nowe Delhi.